# I'll Still Love You
I'll Still Love You, in origine When Every Song Is Sung, è un brano musicale di George Harrison del 1970 che, dopo varie registrazioni ad opera di svariati artisti, è finita sull'album Ringo's Rotogravure (1976) di Ringo Starr.

## Il brano

### Storia e composizione
Fine ottobre 1969: i Beatles pubblicano il singolo a doppio lato A Something/Come Together; la prima canzone è stata scritta da George Harrison, e diventa così la prima e ultima composizione del musicista ad apparire su un lato A di un 45 giri. Intervistato dal New Musical Express, il chitarrista affermò che aveva molti brani di quel tipo in testa, aggiungendo che li doveva scrivere e che poteva farli cantare anche ad altre persone. Poco tempo dopo, nell'estate 1970, la cover di Shirley Bassey di Something le diede il suo più grande successo nel Regno Unito da quasi dieci anni, avvenimento che le fece affermare a un giornalista che lei ed Harrison potevano avere un rapporto cantante-compositore alla stregua di Dionne Warwick e Burt Bacharach. Interpellato indirettamente, George iniziò a comporre un brano con la Bassey in testa, tanto che nel testo originale, riprodotto sulla sua autobiografia I, Me, Mine, è presente, sull'inizio del foglio, il titolo "WHENEVER (by Shirley Bassey); il chitarrista aveva già composto la sequenza armonica, e "When every song is sung" ("Quando ogni canzone sarà cantata") furono le prime parole che gli vennero in mente. Le liriche proseguono, arrivando in un momento "emozionante", in cui il vocalist di turno afferma che l'Amore continuerà a esserci quando "ogni anima sarà libera"; questo verso, assieme agli altri che compongono la seconda strofa, in cui si parla di momenti in cui tutti gli occhi vedranno e l'Umanità avrà le stesse idee, ha fatto ipotizzare al teologo Dale Allison che si accenni alla moksha, ovvero la liberazione dalla rinascita secondo l'Induismo. Melodicamente, l'allora Whenever rammenta la melodia di semitoni discendenti di Something; un'altra somiglianza fra le due canzoni è la presenza di un middle eight più aspro e drammatico guardando le strofe. Come avvenne per Something, When Every Song Is Sung venne composta ad un pianoforte.

### Prime registrazioni

#### George Harrison
Composta mentre si stavano scegliendo nuove composizioni per l'album All Things Must Pass, anche When Every Song Is Sung venne registrata nel corso delle sessions per il "triplo nero": tra fine maggio e tutto agosto 1970 vennero registrate 44 takes della canzone. Malgrado il tempo speso per lavorare sulla traccia, When Every Song Is Sung non venne pubblicata sull'album, ma, dopo essere apparsa su bootlegs come Songs for Patti nel corso degli anni novanta, non apparve come bonus track della ristampa di All Things Must Pass del 2001, fatto avvenuto per tutte le out-takes dal triplo disco al di fuori di I Live for You.

#### Ronnie Spector
Tra il 2 e il 3 febbraio 1971, agli Abbey Road Studios, Ronnie Spector, l'allora moglie del produttore Phil, incise, con una backing band formata da George Harrison, Leon Russell, Pete Ham, e, solo il secondo giorno, John Lennon; nelle due giornate vennero incise varie canzoni, tra cui You, ma solamente il singolo Try Some, Buy Some, con il suo lato B Tandoori Chicken, venne pubblicato ufficialmente. A seconda delle fonti, l'incisione di I'll Still Love You nell'occasione è confermata o meno.

#### Cilla Black
Dopo il Concert for Bangla Desh e le complicazioni relative, George Harrison stette al di fuori dell'industria musicale per buona parte del 1971 e dell'anno successivo. Poco tempo dopo l'uscita dell'omonimo film sull'evento, nei primi giorni di agosto 1972 il chitarrista partecipò a una seduta di registrazione agli Abbey Road Studios di Londra da lui prodotta, per un nuovo ipotetico singolo di Cilla Black. Il lato A di questo doveva essere When Every Song Is Sung, e il lato B You Got to Stay with Me, ma neanche questo progetto venne completato. Gli altri musicisti di supporto erano Eric Clapton, Klaus Voormann e Ringo Starr; inoltre, la Black ha ricordato che era presente un altro "fantastico" chitarrista alla seduta. Tra il 1974 e il 1975, la Black, grande ammiratrice del brano, tentò di rifarlo con il produttore David Mackay, ma, stando alle sue parole, non si arrivava alla magia che meritava, e che forse doveva avere un arrangiamento sullo stile di Yesterday. Mentre il lato B divenne un altro brano, l'autobiografico The Light Has Lighted the World, apparso su Living in the Material World, la seconda versione del pezzo, intitolata I'll Still Love You (When Every Song Is Sung), apparve sulla raccolta Cilla: The Best of 1963–1978.

#### Altre registrazioni
- Mary Hopkin ha affermato di aver registrato una sua versione di I'll Still Love You attorno al 1972[19].
- Due artisti della Shelter Records, Mary McCreary e il marito Leon Russell incisero una loro versione del brano, ma non se ne fece niente[4], e il loro Wedding Album (1975) venne pubblicato senza essa[24]. Russell, uno dei musicisti delle sessions di Ronnie Spector[13], apparve sull'album Concert for Bangla Desh, dove suona il pianoforte e canta sul medley Jumpin' Jack Flash/Young Blood[25], e, qualche anno dopo, su Extra Texture (1975), sempre come pianista[26].

### La versione di Ringo Starr

#### Storia, richiesta del brano e registrazione
Ringo Starr, in un'intervista al tempo della pubblicazione dell'album, affermò che era un'ottima ballata che aveva sempre amato; avendo partecipato alle sedute di registrazione di altri artisti, il batterista la conosceva e, quando propose a George Harrison di dargli un brano per Rotogravure, gli chiese di cedergli I'll Still Love You invece di comporre un nuovo brano. Harrison non poté partecipare alla registrazione, sebbene ci furono tentativi, poiché, dopo un'epatite, era sotto pressione dall'etichetta Dark Horse per pubblicare il suo primo disco per essa. Anche gli altri due Beatles, John Lennon e Paul McCartney, diedero all'amico una loro composizione, rispettivamente Cookin' (In the Kitchen of Love) e Pure Gold.
Sebbene ufficialmente Starr abbia registrato il suo album da aprile ad agosto 1976, è in realtà noto che il batterista sia stato in studio solo tra aprile e maggio, un tempo relativamente lungo per un musicista che avrebbe inciso, l'anno seguente, in un solo mese, un intero LP, Ringo the 4th, una b-side, Just a Dream, e almeno cinque out-takes; la location della registrazione di Rotogravure furono i Cherokee Studios di Hollywood: Los Angeles venne scelta da Starr, mentre il produttore Arif Mardin preferiva New York o Miami. Su I'll Still Love You, sono presenti due strumenti a tastiera, un ARP String Ensemble suonato da Mardin e un pianoforte suonato da Jane Getz, una parte di chitarra solista suonata da Lon Van Eaton, che aveva firmato un contratto per la Apple Records, e una sezione ritmica formata da Starr e Jim Keltner, ambedue alla batteria, e dal bassista Klaus Voormann; i cori sono ad opera di David Lasley, un corista che appare solo in questa traccia del 33 giri. inoltre, è presente un'orchestra d'archi, della quale il primo violino è Gene Orloff; le uniche altre due canzoni dell'LP a presentare tale strumentazione sono Pure Gold e You Don't Know Me at All.

#### Pubblicazione ed accoglienza
Ringo's Rotogravure venne pubblicato il 17 settembre 1976 nel Regno Unito dalla Polydor Records e dieci giorni dopo negli States dall'Atlantic. Senza riscuotere un forte successo, l'LP venne criticato molto negativamente dai vari recensori. I'll Still Love You è la sua settima traccia (la seconda del lato B), ed è posta fra la lennoniana Cookin' e This Be Called a Song di Eric Clapton, un caro amico di George Harrison.
I'll Still Love You era stata considerata da Ian Inglis come un capolavoro incompiuto, che poteva diventare una delle sue migliori canzoni se l'avesse incisa Harrison, è annoverata da Simon Leng tra le composizioni d'amore migliori del chitarrista e Alan Clayson ha affermato che, sia badando alla musica che al testo, aveva una qualità pari a Yesterday e Something. Starr venne definito da Robert Rodriguez come il "recipiente" dei migliori brani harrisoniani scartati per una pubblicazione del suo autore; lo scrittore ha anche annoverato I'll Still Love You tra i momenti migliori di Rotogravure. Il risultato della versione del batterista venne considerato da Nicholas Schaffner molto negativamente, tanto che l'autore di Beatles Forever l'ha giudicata come una parodia di George, che presenta un'imitazione senza spessore dello stile chitarristico di questo ad opera di Lon Van Eaton. Anche Inglis ha trattato del lavoro chitarristico del musicista, affermando che non è riuscito a ricreare l'ossessione tipica dello stile di Harrison, aggiungendo che il testo delicato e poetico è interrotto da urla in cui il vocalist canta "Yes I will" (in questo caso, "Si ti amerò"), e che la produzione di Arif Mardin elimina un ipotetico rapporto tra parole e musica.
Neanche ad Harrison piacque il risultato, tanto che iniziò un'azione legale nei confronti di Starr, ma che venne presto risolta; George e Ringo chiarirono la faccenda quando vennero intervistati, a marzo 1988, nel programma Aspel and Company della ITV, che fu la prima emittente televisiva che trasmetteva un'intervista di due ex-Beatles.

## Formazione
- Ringo Starr: voce, batteria
- Lon Van Eaton: chitarra
- Klaus Voormann: basso elettrico
- Jane Getz: pianoforte
- Arif Mardin: ARP String Ensemble
- Jim "Lightin'" Keltner: batteria
- David Lasley: cori
- Gene Orloff: primo violino
- Musicisti non accreditati: archi[11]

### Annotazioni
1. ↑  Mentre registrava l'album Extra Texture (1975), George Harrison utilizzò i nastri registrati quattro anni prima, tolse la voce di Ronnie, e sovraincise, assieme ad altri strumenti, la propria.
2. ↑  In questo caso, Harrison tolse la voce della cantante, mettendo la propria, e rallentò il brano per includerlo su Living in the Material World (1973).
3. ↑  Klaus Voorman e Jim Keltner furono dei frequenti collaboratori sia di Harrison che di Starr; fino a quel momento, per il primo erano apparsi sugli album All Things Must Pass (1970, solo Voorman), Concert for Bangla Desh (1971), Living in the Material World (1972) ed Extra Texture (1975), mentre per l'altro su Ringo (1973) e Goodnight Vienna (1974).
4. ↑  L'amicizia tra questi due celeberrimi chitarristi proseguì nel corso dei decenni, malgrado la prima moglie di Harrison, Pattie Boyd, l'avesse lasciato per andare con Eric. Negli anni ottanta, dopo la presenza di Clapton sull'album come-back[non chiaro] dell'amico Cloud Nine (1987), i due furono tra i membri del super-gruppo The Traveling Wilburys; nel 2002, dopo la morte del collega, Eric partecipò al Concert for George, un tributo ad Harrison.

### Fonti
1. ↑  (EN) UK single release: Something/Come Together, su beatlesbible.com, The Beatles Bible. URL consultato il 4 settembre 2014.
2. ↑  (EN) Mark Lewisohn, "Something Else": The Beatles' Final Years Special Edition, in Mojo, febbraio 2003,  p. 118.
3. ↑  (EN) Shirley Bassey, su chartstats.com, ChartArchive. URL consultato il 4 settembre 2014 (archiviato dall'url originale il 21 luglio 2012).
4. 1 2 3  Harrison, pag. 228.
5. ↑  Harrison, pag. 228 - 229.
6. 1 2 3 4 5  Leng, pag. 198.
7. ↑  Allison, pag. 37 - 38.
8. ↑  Editori di Rolling Stone, pag. 176.
9. ↑  Leng, pag. 75, 96.
10. ↑  Madinger & Easter, pag. 433.
11. 1 2 3 4  (EN) Graham Calkin, All Things Must Pass - Remastered Edition, su jpgr.co.uk, JPGR. URL consultato il 4 settembre 2014.
12. ↑  (EN) George Harrison - Songs for Patti, su bootlegzone.com, BootlegZone. URL consultato il 4 settembre 2014 (archiviato dall'url originale il 5 febbraio 2015).
13. 1 2 3  Badman, pag. 156 - 158, ed. iTunes
14. ↑  Madinger & Easter, pag. 434.
15. ↑  Harrison, pag. 60 - 61.
16. ↑  Badman, pag. 79, ed. cartacea
17. ↑  Leng, pag. 123.
18. ↑  Madinger & Easter, pag. 44O.
19. 1 2 3 4  Clayson, Ringo Starr, pag. 266.
20. ↑  Clayson, George Harrison, pag. 233.
21. 1 2 3  (EN) Cilla Black, ‘I’ll Still Love You (When Every Song Is Sung)’ – a “lost” song penned for Cilla by George Harrison receives May 2003 release, su cillablack.com, Cilla Black. URL consultato il 4 agosto 2014 (archiviato dall'url originale il 21 luglio 2015).
22. ↑  Spizer, pag. 254.
23. ↑  (EN) Graham Calkin, Living in the Material World, su jpgr.co.uk, JPGR. URL consultato il 4 settembre 2014.
24. ↑  (EN) Wedding Album - Leon & Mary Russell, su allmusic.com, AllMusic. URL consultato il 4 settembre 2014.
25. ↑  (EN) Graham Calkin, Concert for Bangla Desh, su jpgr.co.uk, JPGR. URL consultato il 4 settembre 2014.
26. ↑  (EN) Graham Calkin, Extra Texture - Read All About It, su jpgr.co.uk, JPGR. URL consultato il 4 settembre 2014.
27. 1 2 3 4 5  Bill Harry, pag. 960 - 963.
28. 1 2 3 4 5 6 7  (EN) Graham Calkin, Rotogravure, su jpgr.co.uk, JPGR. URL consultato il 4 settembre 2014.
29. ↑  Clayson, Ringo Starr, pag. 359 - 360.
30. ↑  (EN) Graham Calkin, Ringo the 4th, su jpgr.co.uk, JPGR. URL consultato il 4 settembre 2014.
31. ↑  (EN) Keith Badman, The Beatles: Off The Record 2 - The Dream is Over: Off the Record. Di Keith Badman, su books.google.it, Google Book Search. URL consultato il 4 settembre 2014.
32. ↑  Bourhis, pag. 125.
33. ↑  Bourhis, pag. 84.
34. 1 2  Inglis, pag. 56.
35. 1 2  Rodriguez, pag. 168.
36. ↑  Schaffner, pag. 191.
37. ↑  Harry, pag. 727.
38. ↑  Badman, pag. 405, ed. cartacea